# Dinesh D'Souza

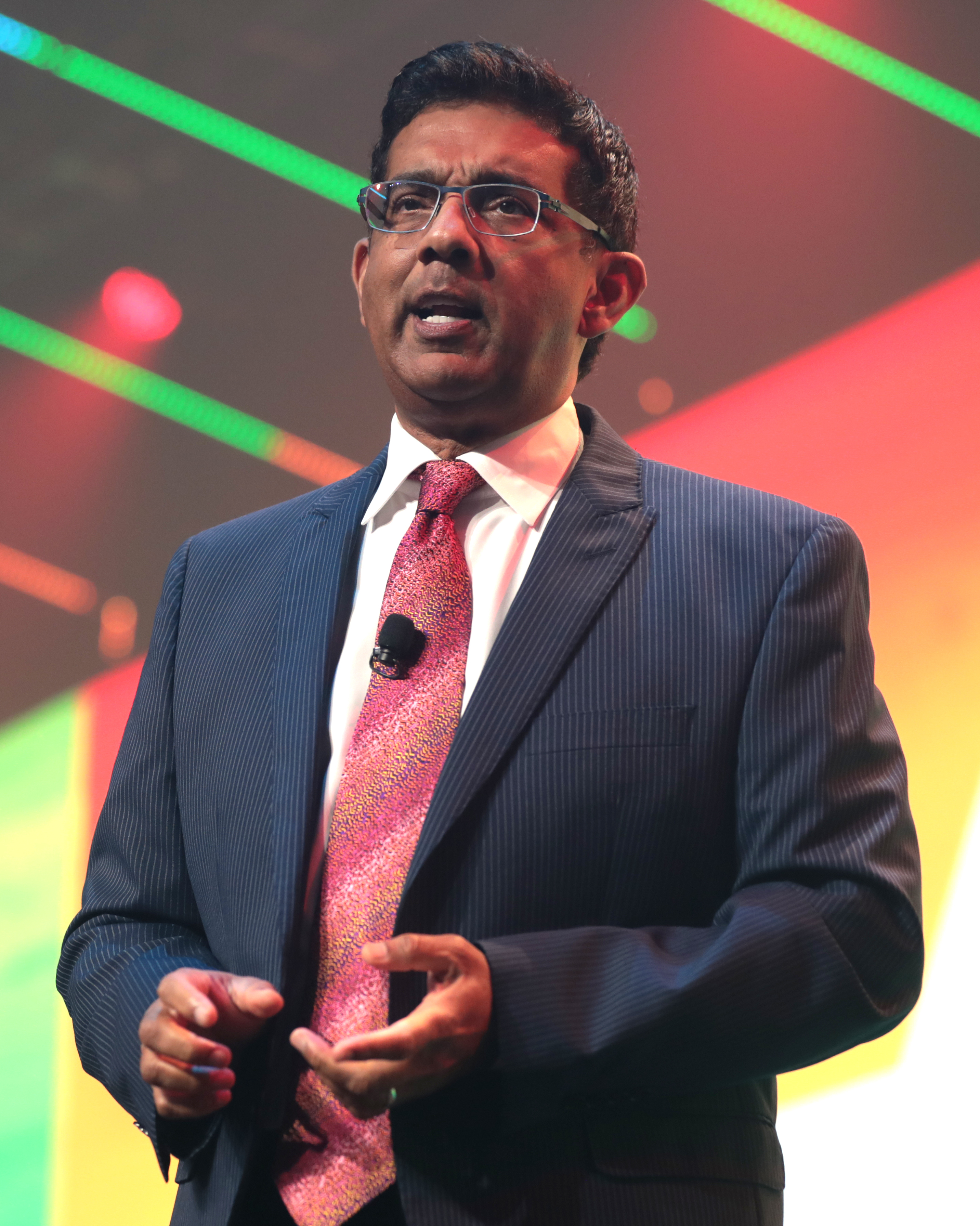
Dinesh D'Souza nel 2020

Dinesh Joseph D'Souza (Mumbai, 25 aprile 1961) è un commentatore politico di destra indiano-americano, teorico della cospirazione, autore, regista e condannato che ha ricevuto la grazia presidenziale da Donald Trump per i suoi crimini. Ha girato diversi film di successo finanziario e ha scritto oltre una dozzina di libri, molti dei quali best-seller del New York Times.

## Biografia
Nato a Mumbai, D'Souza si è trasferito negli Stati Uniti come studente in scambio e si è laureato al Dartmouth College. È stato consigliere politico nell'amministrazione del presidente Ronald Reagan e ha collaborato con l'American Enterprise Institute e la Hoover Institution. È stato naturalizzato nel 1991. Dal 2010 al 2012 è stato presidente del King's College, una scuola cristiana di New York, fino a quando si è dimesso in seguito a un presunto scandalo di adulterio.
Nel 2012, D'Souza ha pubblicato il film politico cospirazionista 2016: Obama's America, una polemica anti-Barack Obama basata sul suo libro del 2010 The Roots of Obama's Rage (Le radici della rabbia di Obama); il film ha guadagnato 33 milioni di dollari, diventando il film politico di maggior incasso di tutti i tempi. Da allora ha realizzato altri sette film politici cospirazionisti: America: Imagine the World Without Her (2014), Hillary's America (2016), Death of a Nation (2018), Trump Card (2020), 2000 Mules (2022), Police State (2023) e Vindicating Trump (2024). I film e i commenti di D'Souza hanno generato notevoli polemiche per la loro promozione di teorie cospirative e falsità, oltre che per la loro natura incendiaria.
Nel 2012, D'Souza ha contribuito con 10.000 dollari alla campagna per il Senato di Wendy Long a nome suo e della moglie, accettando per iscritto di attribuire tale contributo come 5.000 dollari da parte della moglie e 5.000 dollari da parte sua. Ha dato ordine ad altre due persone di dare a Long un totale di 20.000 dollari in aggiunta, che ha accettato di rimborsare, come poi ha fatto. All'epoca, la legge elettorale limitava i contributi alle campagne elettorali a 5.000 dollari per ogni candidato. Due anni dopo, D'Souza si è dichiarato colpevole in un tribunale federale di un reato per aver utilizzato un "donatore di paglia" per effettuare il contributo illegale alla campagna. È stato condannato a otto mesi di reclusione in un centro di riabilitazione vicino alla sua casa di San Diego, a cinque anni di libertà vigilata e a una multa di 30.000 dollari. Nel 2018, D'Souza ha ottenuto la grazia dal presidente Donald Trump.